# Mario Lazzaroni
Mario Lazzaroni (Milano, 2 marzo 1907 – Milano, 4 marzo 1992) è stato un calciatore italiano, di ruolo attaccante.

## Carriera
Giocò in Divisione Nazionale con il Milan.